# 三区革命
三区革命，或作三區暴動、伊寧事件、東土耳其斯坦共和國事變，是中华民国新疆省北部的伊犁、塔城、阿山三个地区在苏联政府直接策动下，於1944年发生的起事，持续到1949年。
有認為“三区革命”分为三个时期。初期以1944年伊宁事变爆发为开始标志，由苏联并直接插手，形成了苏联领导的、由泛突厥主义者、泛伊斯兰主义者和共产主义者组成的反国民政府的“大杂烩”，领导权控制在伊斯兰教上层人士手中，还成立了“东突厥斯坦共和国临时政府”。中期通过1945年至1946年与国民政府和谈，在1946年成立了由“三区”方面、新疆“七区”（国民政府统治区）、国民政府这三个方面人士联合组成的新疆省联合政府，“东突厥斯坦共和国临时政府”则被解散，改组为伊犁专区参议会，同时，1946年，主张新疆留在中国版图的共产主义者掌握了领导权，取代了原先掌权、主张疆独的伊斯兰教宗教上层人士和泛突厥主义者；苏联也对“三区”方面停止公开支持，后来又撤走了在“三区”的大批苏联人员。后期是随着第二次国共内战全面爆发，国民政府在新疆省也实行反苏反共策略，原来参加联合政府的“三区”方面人员在1947年撤回，随后在1948年成立了新疆保卫和平民主同盟。1949年8月，“三区”方面与中共中央建立直接联络，并在同年9月新疆易幟后合流。

## 名称
中华民国政府称伊宁事变或伊寧叛亂，並宣稱是新疆獨立運動、反漢運動，暴动者则自稱「十一月革命」。中国共产党在艾力汗·吐烈掌权时期認為「新疆伊犁發生獨立運動」，稱暴動者為「伊犁當局」、「伊塔阿三區」；在1949年8月与三区方面直接联络後，稱三區革命為「中國新民主主義革命的一部份」。

## 伊宁事变
1933年盛世才掌握新疆省大权之后，为了依靠苏联稳固统治，长期实行亲苏亲共政策。在1942年，盛世才转而与国民政府合作，反苏反共，逮捕苏联人员及中国共产党党员。针对新疆的这种大变局，苏联从1942年以后积极扶植亲苏联的新疆各少数民族人士，组织各种武装及政治组织。例如1943年至1944年间，以苏联驻伊宁领事馆领事达巴申、副领事波列索夫为中心，策动伊犁各族各界人士建立了各种秘密组织，在左翼知识分子和青年学生中发展了阿不都克里木·阿巴索夫（维吾尔族）等人。阿巴索夫及同伴们联合了有很大社会影响的大阿訇艾力汗·吐烈（苏联乌兹别克人），成立了一个由12人领导的解放组织。艾力汗·吐烈是一个支持泛伊斯兰主义的伊斯兰教上层人士。因受伊宁警署监视，阿巴索夫的革命活动遭威胁，被迫避居中苏边境，在当地联络各族青年成立游击队。1943年，达列力汗·苏古尔巴也夫（哈萨克族）在苏联派出的以波波夫少将为首的12人顾问团陪同下，从苏联回到新疆阿山青河县布尔根河流域，加入了乌斯满·巴图尔（哈萨克族）领导的游击武装。达列力汗和乌斯满的合作，使阿山形成哈萨克族克烈部落的大联合，一致对抗新疆省军和国军。1944年8月，苏联侨民帕提赫·莫斯里莫夫组织巩哈游击队，发动“巩哈暴动”。1944年9月，伊斯哈克伯克·穆努诺夫（柯尔克孜族）在苏联境内筹建“蒲犁解放组织”和蒲犁游击队。命努尔阿吉等人率蒲犁游击队从苏联越境攻打蒲犁县。
1944年9月，盛世才因试图再度投靠苏联斯大林而被国民政府调离新疆。他的调离使新疆暂时出现权力真空，新疆北部爆发了多个起义。
1944年10月初，伊斯哈克拜克在苏联会见了巩哈游击队负责人帕提赫，两人决定在巩哈发动起义。同年10月5日，巩哈游击队和民众共1600余人在乌拉斯台山起义，分为三路进攻巩哈县城。经过27小时的战斗，守军投降，巩哈县城被起义军占领。
1944年10月，阿巴索夫率游击队员进伊宁，和巩哈（尼勒克）游击队取得联系。1944年11月7日在伊宁打响了伊犁民众反对盛世才及国民政府统治的第一枪（即伊宁事变），“三区革命”由此开始。当天，阿巴索夫和苏联军事顾问彼得·罗曼诺维奇·亚历山德罗夫率领60人的武装从霍城越界潜入伊宁市区，切断了伊犁河大桥的交通。国民政府伊宁当局派一个排的兵力企图夺回大桥，未出城即遭到武装人员伏击。当夜，巩哈游击队的主力绕道抵达伊宁，到处进攻国军守军。起义很快取胜，大批汉族人以及国军部队被迫撤往惠远城和艾林巴克（飞机场），起义部队（其中包括从苏联来的穿军装的苏联正规军及数十架苏军飞机，还有从苏联运来的大批火炮）在苏联军事总顾问德米特里·季莫费耶维奇·科兹洛夫统一指挥下，至12月31日将惠远城国军守军歼灭，守将陈伯良、高炜在惠远城被攻破时相互射击自杀身亡。伊宁被起义军攻克后，大批极端民族主义者用大刀和木棒对汉族人和华侨进行了大规模的惨绝人寰的屠杀，造成汉族人及华侨极其惨重的伤亡后才被临时政府制止。
起义随后蔓延到伊犁、塔城、阿山三个区，形成“三区革命”。1944年11月12日，伊犁解放组织在伊宁成立东突厥斯坦共和国临时政府，艾力汗·吐烈任临时政府主席，阿巴索夫任临时政府内政部长。
“三区革命”初期领导人包括三部分人士：宗教上层人士，具备资产阶级观点人士，具备共产主义思想的知识分子。泛伊斯兰主义者、泛突厥主义者、共产主义者都在其中。实际上，三区革命初期是苏联支持下的反盛世才及中国国民党的少数民族各界人士的大杂烩。起初，宗教上层人士获得“三区革命”的领导权，试图将“三区革命”引导到使新疆脱离中国、对汉族人进行仇杀的道路上。共产主义者则反对民族歧视及民族仇杀，希望民族团结，将斗争方向引导到共产主义道路上。阿不都克里木·阿巴索夫发出命令，保护伊犁的汉族居民。他还将汉族朋友们及其亲属安排到自己家进行保护。1945年11月17日，阿山的达列力汗·苏古尔巴也夫签署发布了“关于保护汉族百姓利益的六条决议”。阿巴索夫不仅设法保护汉族群众，且试图通过有组织活动制止歧视并仇杀汉族群众的趋势，他决定在青年中开展马列主义教育，筹建东突厥斯坦革命青年团。1944年11月4日，革命青年团成立，该组织成为日后阿巴索夫同艾力汗·吐烈代表的泛伊斯兰主义道路开展斗争的力量。1945年，东突厥斯坦革命党成立，到1946年10月党员已有1.5万人。
1945年4月8日，三区革命的各游击队及各武装合并，成立了民族军，苏联将领波利诺夫担任总指挥，阿巴索夫担任政治委员。民族军是多民族共同组成的军队，包括维吾尔族、哈萨克族、柯尔克孜族、俄罗斯族、回族、蒙古族、锡伯族的骑兵旅，以及一些汉族新兵。在苏联顾问及军事人员的支持下，民族军进行了一系列进攻，以将临时政府的控制区扩展到伊犁河谷以外。

## 参加联合政府
1945年7月，阿巴索夫率民族军的南路军开始了对阿克苏的进攻。并且在9月6日占领温宿县。但是，1945年8月14日中华民国国民政府与苏联达成《中苏友好同盟条约》之后，苏联受到条约的压力而停止支持三区革命。为了加强临时政府在政治上讨价还价的地位，临时政府主席艾力汗·吐烈在9月初命令民族军加快进攻。
阿巴索夫于9月7日包围阿克苏，但是国军守将赵汉奇进行了有力反击，并在9月13日打破包围。在战斗期间，阿克苏方面还先后两次将监狱中关押的亲三区革命政权的人犯成批屠杀，其中包括阿巴索夫的弟弟斯依提·阿巴索夫（Siyiti Abbas）及知名的维吾尔族诗人黎·穆塔里甫。9月中旬，阿巴索夫重新包围阿克苏，这次有苏联顾问纳斯洛夫（Nasyrov）及艾力汗·吐烈之子的增援。但经过数周无望的战斗后，民族军在10月6日被迫撤走。6天之后，临时政府派出人员作为“三区”方面代表与国民政府中央在迪化开始和谈。
1945年10月14日，国民政府代表张治中到达新疆。1945年10月17日，伊宁“三区”方面派出阿合买提江·哈斯木（维吾尔族人）等人员与国民政府代表举行和谈。阿合买提江·哈斯木在谈判中发挥了重要作用，从前期的“三区”方面代表团团员变成了后期的团长。1946年1月2日和6月6日，双方分别签署了《和平条款》和有关政府及军队的两个附件。1946年6月中旬，苏联撤走了在“三区”方面的大批苏联人，其中包括民族军总指挥波利诺夫。伊斯哈克拜克取代波利诺夫任民族军总指挥。1946年6月27日，东突厥斯坦共和国临时政府解散，改组为伊犁专区参议会。1946年7月1日，新疆省成立了由“三区”、新疆“七区”（中国国民党统治区）、国民政府三方面人士组成的新疆省联合政府。张治中任主席，“三区”领导人阿合买提江·哈斯木任副主席，阿不都克里木·阿巴索夫任副秘书长。
1946年，随着苏联撤走在“三区”方面的人员，原临时政府主席艾力汗·吐烈被送回苏联，控制“三区”领导权的伊斯兰教上层人士下台，具有共产主义思想的领导人取得了“三区革命”的领导权。“三区革命”领导人反复总结经验教训，自理论上清除了民族分裂主义的影响。阿巴索夫根据美帝国主义支持国民党反动派镇压新疆少数民族革命的情况，认为现代民族问题的实质是全世界各殖民地及半殖民地受压迫人民反对帝国主义压迫与剥削的解放问题。阿合買提江·哈斯木和阿巴索夫同意抛弃原临时政府的东突独立主张。1946年12月，阿合買提江·哈斯木和阿巴索夫等“三区”方面人员作为新疆代表，到南京参加了制宪国民大会。
在南京开会期间，1946年12月5日深夜，阿巴索夫独自秘密前往中共驻南京办事处（梅园新村），会见了董必武，寻求中国共产党的支持。这是“三区”方面人员第一次与中国共产党方面直接接触。阿巴索夫转交了新疆共产主义者同盟致中共中央的信，信中称：“请中国共产党把东突厥斯坦革命党接受为自己的下属组织，请中央派干部来领导工作，请派技术干部携带电台到新疆工作。”董必武当晚即电告中共中央称：“新疆国大代表阿巴索夫，系新疆省府委员兼副秘书长，原伊宁起义首领之一，来会我，称在新疆有一个共产主义者同盟的组织，在新疆解放区公开，在迪化和其他地点还是秘密的。现有15000人。领导同盟的共11人，曾要求加入联共（布）。联共（布）以苏联外交关系，未允。”中共中央对此非常重视，次日由周恩来亲自起草复电，由刘少奇签发，复电仅同意与新疆共产主义者同盟“第一步建立友谊关系”，但未答应充当后者的领导。12月11日晚，阿巴索夫再到梅园新村见董必武，董必武按中共中央指示答复了阿巴索夫，并派彭国安（到新疆后化名“王南迪”）带一部电台随阿巴索夫返回新疆。1947年1月4日，阿合買提江·哈斯木、阿巴索夫和彭国安携中共七大文件及毛泽东、刘少奇著作返回迪化，但是彭国安带来的电台功率太小，所以未能建立同延安的中共中央的直接联系。回到新疆后，在阿巴索夫的领导下，两个共产主义组织：东突厥斯坦革命党、新疆共产主义者同盟，合并为民主革命党。阿巴索夫成为该党中央委员会主席。

## 联合政府的破裂与新盟的成立
1947年，在张治中离开新疆省之后，麦斯武德接任新疆省联合政府主席，“三区”领导人和国民政府的关系恶化，因为麦斯武德被视为反对苏联者。鉴于第二次国共内战全面爆发，国民政府劝说哈萨克族领导人乌斯满·巴图尔叛离了“三区革命”方面。
1947年8月12日，来自“三区”（伊犁、塔城、阿山）方面的新疆省联合政府副主席阿合买提江·哈斯木离开新疆省首府迪化（今乌鲁木齐市）回“三区”方面的首府伊宁。很快，“三区”方面的其他代表及部分“七区”的新疆省参议员也先后返回伊宁，新疆省联合政府完全破裂。“三区”与国民政府统治的“七区”重新形成武装对峙。当时，受国民政府支持的乌斯满、哈力伯克、乔嘉甫等等势力對“三区”发動武装進攻；三区革命初期的民族分裂及仇视汉族的思想在一定范围内仍然存在；三区革命临时政府机关的官僚主义也出现蔓延，影响其声誉及效率。为了解决上述三方面问题，1947年“三区”在大规模反擊，恢复“三区”统一。
在此基础上，民主革命党及其他左翼组织决定联合成立新疆保卫和平民主同盟（以下简称“新盟”）。1948年8月1日，新疆保卫和平民主同盟成立大会在伊宁召开。新盟中央委员会由35名中央委员、5名候补中央委员（其中1名是汉族）组成，阿合买提江·哈斯木任中央委员会主席，同时成立了新盟中央组织委员会，主持日常工作，阿合买提江·哈斯木任中央组织委员会主席。成立大会发表了《告全省人民书》，号召为将新疆省建成“和平、友爱、正义、真理、自由的社会”而奋斗。《告全省人民书》称，“凡能维护农民、手工业者、牧民、知识分子、士兵、军官、宗教人士的利益，为人民利益和真正权利而奋斗的人，不分性别、民族、宗教信仰、社会地位，均可加入新盟”， “热爱祖国，为使祖国从黑暗、贫穷落后、流血中解放出来而努力奋斗的，均可加入新盟”，“追求朋友般的团结、友谊和全体民族平等的人，均可加入新盟”。
新盟从自己的名称上就批判并抛弃了泛伊斯兰主义、泛突厥主义，采用“新疆”这一称谓，摒弃了“东突厥斯坦”的称号。新盟主席阿合买提江·哈斯木说：“虽然按言论自由精神，我省的地理名称可以随意称呼，但在政治上、程序上必须称之为新疆，这在新盟组建会议上已作了专门规定，我们采用了‘新疆保卫和平民主同盟’。”
新盟的成立对后期的三区革命意义重大：（1）三区当时未设立统辖各个专区的政权机构，所以由新盟代行三区最高权力机构的职能；（2）使三区形成支持中國共產黨广泛的统一战线；（3）三区全面由中国共产党控制。

## 结束
1949年5月11日，在新盟中央委员会举行的第一次新盟积极分子代表会议上，阿不都克里木·阿巴索夫作了题为《目前的政治形势和我们的任务》的报告，介绍了“三区”民族解放运动的成绩，指出了过去的很多错误，并谈到三区革命与“中国人民解放战争”的关系，号召全新疆人民积极配合“全国解放战争”，“为争取新疆早日解放而奋斗”。
1949年8月15日，中共中央派出的邓力群等人一行从霍尔果斯口岸到达伊宁。苏联驻伊犁副总领事安排邓力群和三个报务员住到民族军司令员伊斯哈克拜克家。自此，邓力群开始作为中共中央联络员在新疆活动。邓力群通过自带的电台（人称“力群电台”）同中共中央联络，使“三区”方面同中共中央第一次建立直接联络。
1949年8月，新盟中央委员会主席阿合买提江·哈斯木等人应中共中央邀请，赴北平（今北京）参加中国人民政治协商会议第一届全体会议途中，在苏联发生扎巴依喀勒山空难而遇难。新盟随即改派赛福鼎·艾则孜（新盟中央委员会代主席）等3人作为第二批代表到北平与会。9月27日，新盟中央组织委员会代理主席艾斯海提·伊斯哈科夫致电新疆省临时人民政府主席包尔汉，祝贺新疆和平解放；9月28日，又致电中共中央主席毛泽东，祝贺中国人民解放军在全中国的胜利，并表示愿意在中国共产党的领导下为建立新生活而努力。
1950年3月，新盟第一届代表大会在迪化举行，会议决定将新盟改组为“新疆人民民主同盟”，由新疆省人民政府副主席、新疆军区副司令员赛福鼎·艾则孜任主席，成为中国共产党领导下团结新疆各族人民的统一战线组织。1954年8月，“新疆人民民主同盟”完成历史使命，宣告结束。1949年12月20日，民族军正式编为中国人民解放军第五军。1954年10月7日，新疆生产建设兵团成立，原中国人民解放军第五军的大部参与组编。新疆生产建设兵团在新疆维吾尔自治区各地屯垦戍边。

## 经济

### 金融政策
三区革命爆发后，三区革命政权立即接管控制区内的新疆省银行各分行。1945年1月以“东突厥斯坦共和国国家银行”名义发行期票（此期票系临时钞票，并非通常所指的远期票据），与新疆省币同时在三区内流通。1946年3月10日起仅准许加盖“东突厥斯坦国家银行”图章的省币在市面流通，未盖章的省币在三区境内全部停止流通。1947年起伊犁、塔城和阿勒泰的新疆商业银行发行了本区流通的新的期票。截止1949年底，三区期票累计发行39 013 356 000元。新疆和平解放后，1950年2月新疆当局规定原三区流通的“三区期票”以1250元折新疆银元票1元的比价在全疆范围内流通，但期票停止发行，由银行陆续收回。之后限期于1950年12月31日停止三区期票的流通。

## 评价及影响
中国共产党对三区革命持支持态度，并加以正面宣传。但在21世纪，面对三区革命遗留的影响和新疆社会因分离主义问题动荡不安的现实，有研究者认为应打破沉默，重新评价苏联、新疆关系和三区革命，还原历史真实。据美联社引述的一份据信是中共官方内部文件的资料，中共对三区革命前期的分离主义倾向已经转而持批评态度，并对苏联的干涉和疆独分子的渗透加以指责；文件还认为，三区革命领导人之一阿合买提江·哈斯木虽然仍值得尊重，但他建立了分离主义政权，犯下了民族分裂的严重错误。
伊犁哈萨克自治州至今依然是特殊的“副省级自治州”，管辖塔城地区、阿勒泰地区。

## 反映三区革命的影视作品
- 《哈森与加米拉》（电影，1955年）
- 《神秘驼队》（电影，1985年）
- 《孤女恋》（电影，1986年）
- 《骑士风云》（电影，1990年）
- 《大漠双雄》（电影，1996年）
- 《苍茫天山》（电视剧，2004年）